# Marpod
Marpod es una comuna ubicada en el distrito de Sibiu, Rumania.

## Superficie
Posee una superficie de 44,03 kilómetros cuadrados.

## Demografía
Hasta 2021 la población era de 982 habitantes, con una densidad de población de 22,30 habitantes por kilómetro cuadrado.